# Andreas Cichowicz

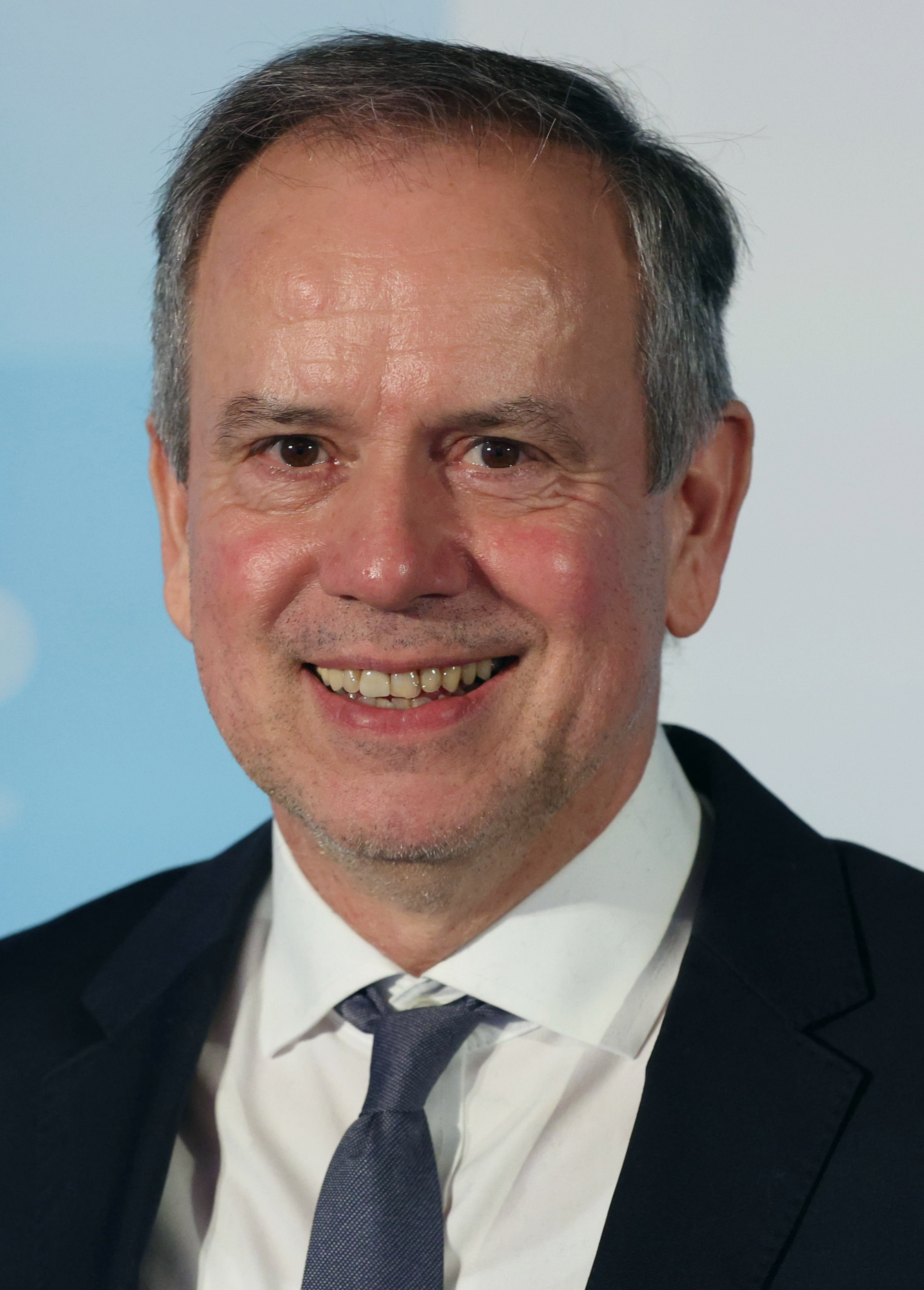
Andreas Cichowicz (2025)

Andreas Cichowicz (* 12. Mai 1961 in Plochingen) ist ein deutscher Journalist und Fernsehmoderator.

## Leben

### Beruf
Nach dem Abitur war Cichowicz Volontär bei der Vaihinger Kreiszeitung/Stuttgarter Nachrichten. Er arbeitete als Redakteur und Moderator beim Lokalfernsehen der Heilbronner Stimme. 1986 wechselte er in die Fernsehredaktion des SDR in Stuttgart. Dort war er als Reporter, Autor und Chef vom Dienst tätig für die Sendungen Landesschau, Abendschau, Bericht aus Stuttgart, Treffpunkt sowie für Zulieferungen zu den Nachrichtensendungen für das Erste: Tagesschau, Tagesthemen, ARD-Morgenmagazin, ARD-Mittagsmagazin sowie dem Brennpunkt.
1991 berichtete Cichowicz, zunächst als Reporter, aus dem ARD-Studio Johannesburg (Südafrika) mit Zuständigkeit für das südliche Afrika. Ab August 1991 bis November 1994 war er festangestellter Korrespondent und Leiter des ARD-Studios Johannesburg. Von Dezember 1994 bis Dezember 1999 leitete er das ARD-Studio Kairo (Ägypten), zuständig für die arabische Welt.
Seit Januar 2000 und bis heute ist er festangestellt beim NDR in Hamburg, zuerst als Autor und Redakteur für das ARD-Politikmagazin Panorama. 2001 übernahm er die Leitung der Auslandsabteilung. Im Mai 2004 wurde er zum Chefredakteur Fernsehen und Leiter des Programmbereichs Zeitgeschehen des NDR gewählt. Zusätzlich amtiert er seit 2006 als stellvertretender Programmdirektor.
Seit Mai 2000 ist Cichowicz einer der vier Moderatoren des ARD-Auslandsmagazins Weltspiegel. Er hat zahlreiche Podien und Diskussionsrunden zu Themen wie Menschenrechte, Entwicklungs- und Außenpolitik moderiert.
Im Juni 2016 nahm Cichowicz am „Medienforum China – Deutschland“ der Robert Bosch Stiftung teil, im September 2019 an dem erweiterten „Medienforum China – Deutschland – USA“. Er ist Mitglied des Kuratoriums des German Institute for Global and Area Studies (GIGA) in Hamburg.
Zum Jahr 2025 gibt Cichowicz die Moderation des Weltspiegels für den NDR, nach rund 25 Jahren und mehr als 260 Ausgaben, ab. Seine Nachfolgerin ist Tessniem Kadiri.

### Auszeichnungen
Die NDR-Dokumentation Die Todespiloten (2001), an der Cichowicz als Redakteur beteiligt war, wurde 2002 mit dem Grimme-Preis ausgezeichnet. 2005 wurde die Sendung Wahlarena, die Cichowicz gemeinsam mit Jörg Schönenborn moderiert hatte, für den Deutschen Fernsehpreis der Kategorie „Beste Informationssendung“ nominiert. 2011 erhielt die ARD-Sendung Die Lange Obama-Nacht – Halbzeit für den Präsidenten, an der Cichowicz und Schönenborn als Moderatoren beteiligt waren, den RIAS-Fernsehpreis.